# Andenhausen
Andenhausen is een ortsteil van de Duitse stad Kaltennordheim in Thüringen. Op 31 december 2013 fuseerde de tot dan toe zelfstandige gemeente Andenhausen met de stad Kaltennordheim en de gemeenten Fischbach/Rhön, Kaltenlengsfeld en Klings, de Verwaltungsgemeinschaft Oberes Feldatal werd tegelijkertijd opgeheven.

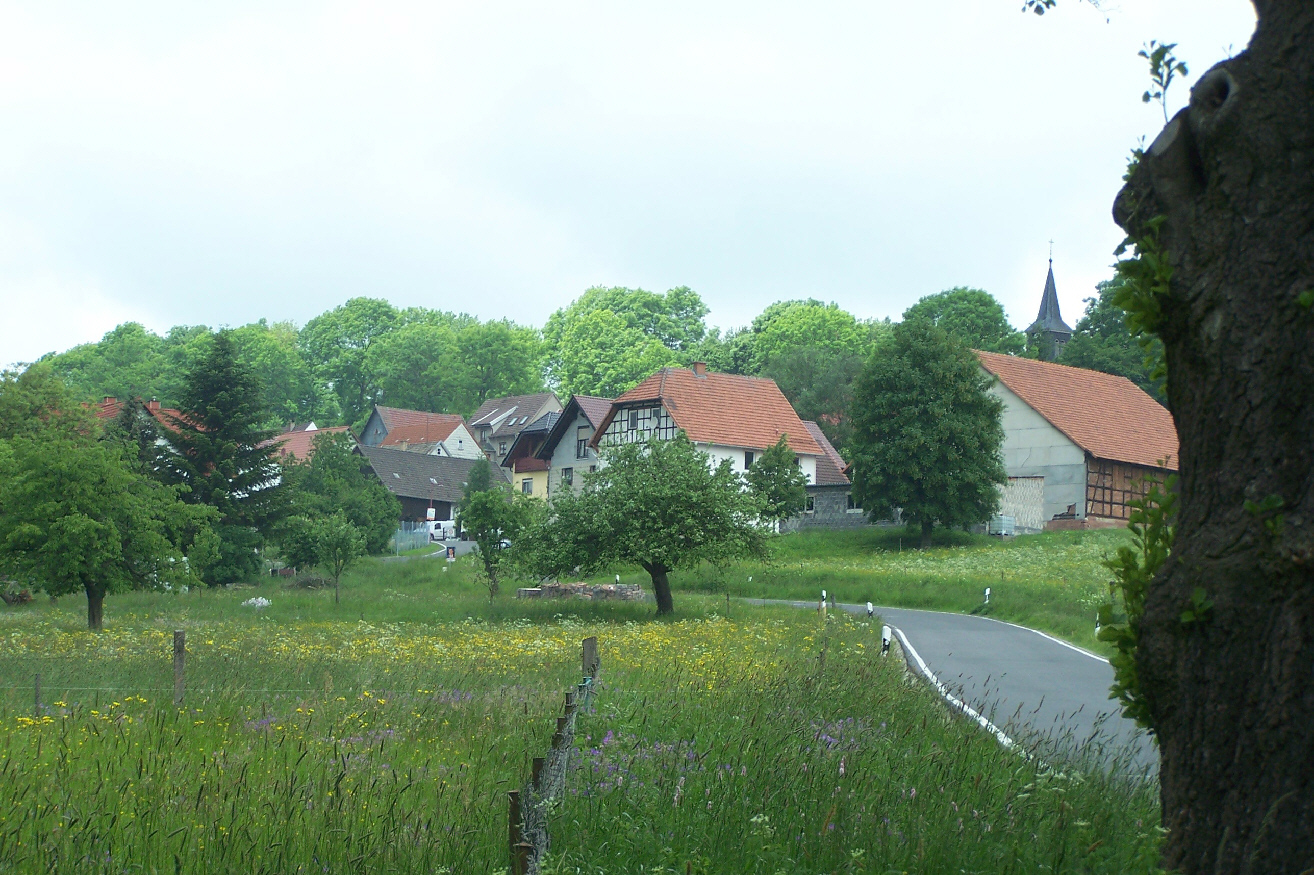
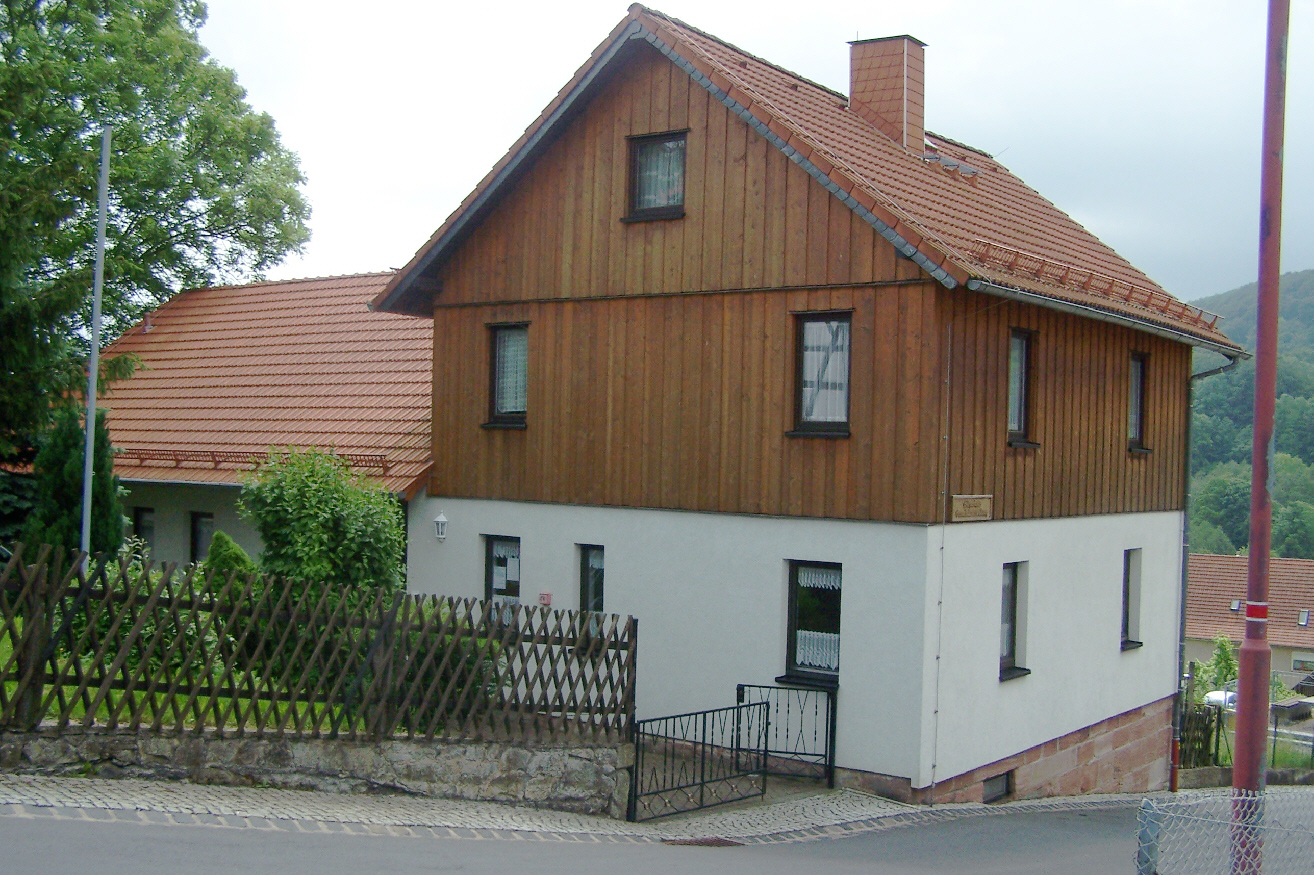
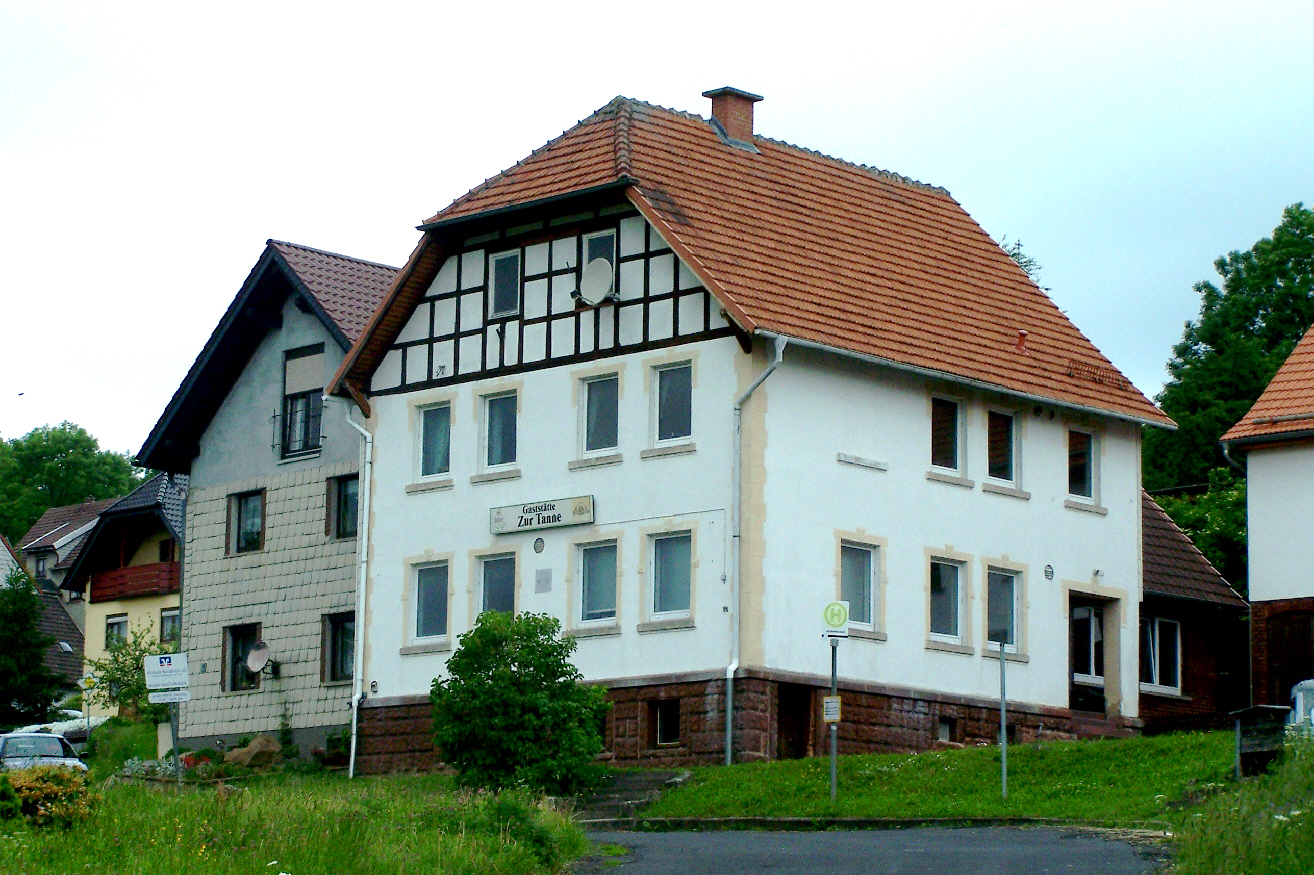
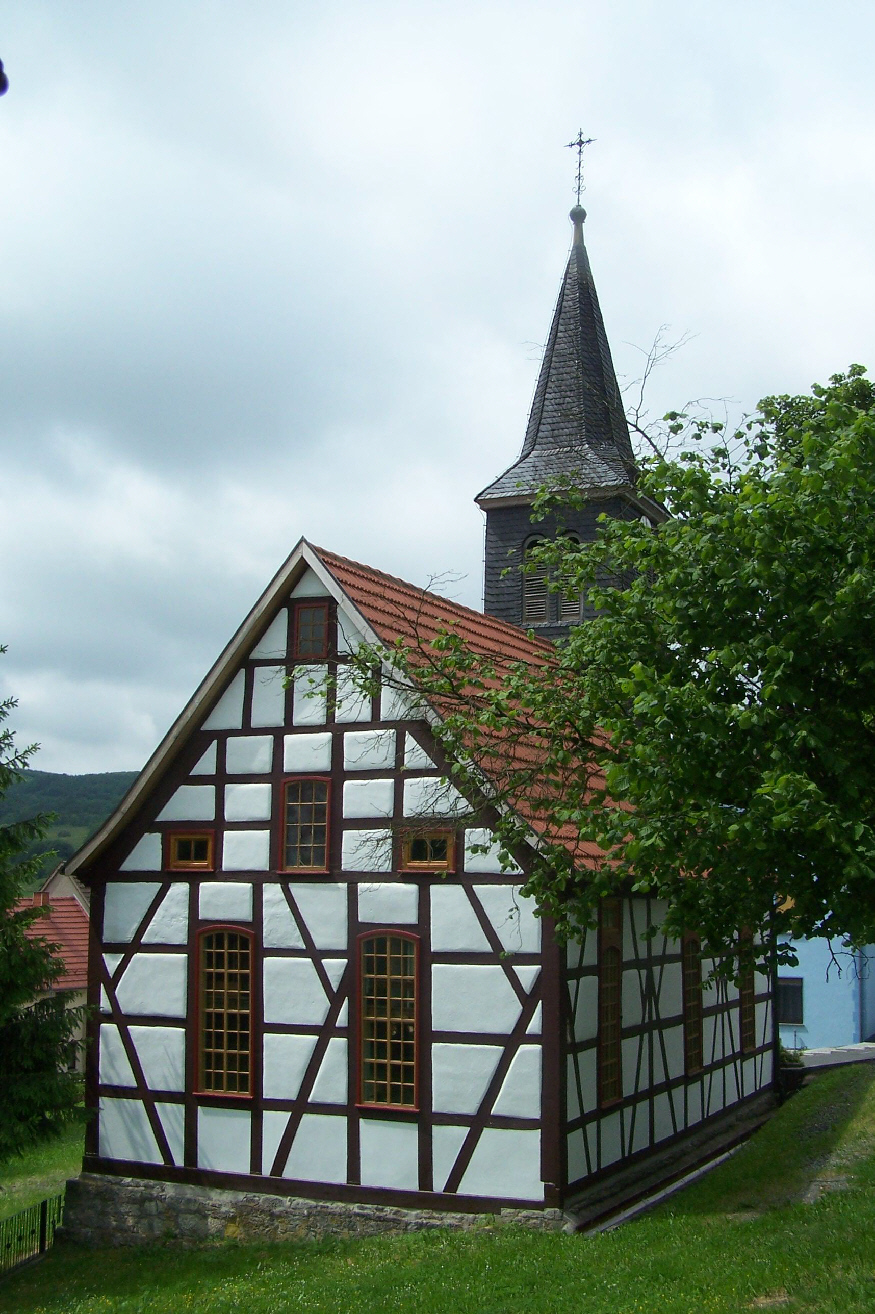